# Discoppia limae
Discoppia limae är en kvalsterart som först beskrevs av Balogh och Sandór Mahunka 1974.  Discoppia limae ingår i släktet Discoppia och familjen Oppiidae. Inga underarter finns listade i Catalogue of Life.